# Puerto Maldonado
Puerto Maldonado – miasto w Peru. W 2015 roku liczyło około 74 500 mieszkańców. Ośrodek administracyjny regionu Madre de Dios. Siedziba wikariatu apostolskiego.